# Südafrikanische Cricket-Nationalmannschaft in Australien in der Saison 2016/17
Die Tour der südafrikanischen Cricket-Nationalmannschaft nach Australien in der Saison 2016/17 fand vom 3. bis zum 27. November 2016 statt. Die internationale Cricket-Tour war Bestandteil der Internationalen Cricket-Saison 2016/17 und umfasst drei Tests.

## Vorgeschichte
Für beide Mannschaften war es die erste Tour der Saison. Das letzte Aufeinandertreffen der beiden Mannschaften bei einer Tour fand in der gleichen Saison in Südafrika statt. Der dritte Test in Adelaide wurde als Tag-Nacht-Test ausgetragen, der zweite überhaupt, nachdem der erste im Jahr zuvor an gleicher Stelle gegen Neuseeland ausgetragen wurde. Vor allem die südafrikanischen Spieler hatten vorbehalte, da die Australier mehr Erfahrung mit dem dafür notwendigen pinken Ball hatten. Am 8. Juni 2016 gab der südafrikanische Verband sein endgültiges Einverständnis.

## Stadien
| Stadion        | Stadt    | Kapazität | Spiele  |
| -------------- | -------- | --------- | ------- |
| Adelaide Oval  | Adelaide | 53.583    | 3. Test |
| Bellerive Oval | Hobart   | 20.000    | 2. Test |
| WACA Ground    | Perth    | 20.000    | 1. Test |

## Kaderlisten
Südafrika benannte seinen Kader am 10. Oktober 2016.
Australien benannte seinen Kader am 28. Oktober 2016.
| Test | Test |
| Australien | Südafrika |
| --- | --- |
| - Steve Smith (K) - David Warner (VK) - Jackson Bird - Joe Burns - Callum Ferguson - Peter Handscomb - Josh Hazlewood - Usman Khawaja - Nathan Lyon - Nic Maddinson - Mitchell Marsh - Shaun Marsh - Joe Mennie - Peter Nevill (wk) - Matt Renshaw - Chadd Sayers - Peter Siddle - Mitchell Starc - Adam Voges - Matthew Wade (wk) | - Faf du Plessis (K) - Kyle Abbott - Hashim Amla - Temba Bavuma - Stephen Cook - Quinton de Kock (wk) - JP Duminy - Dean Elgar - Keshav Maharaj - Morné Morkel - Vernon Philander - Dwaine Pretorius - Kagiso Rabada - Rilee Rossouw - Tabraiz Shamsi - Dale Steyn - Dane Vilas (wk) |

## Tests

### Erster Test in Perth
| 3. – 7. November Scorecard | Perth | Südafrika 242 (63.4) & 540-8d (160.1) | – | Australien 244 (70.2) & 361 (119.1) |
|                            |       | Südafrika gewinnt mit 177 Runs        |   |                                     |

### Zweiter Test in Hobart
| 12. – 15. November Scorecard | Hobart | Australien 85 (32.5) & 161 (60.1)               | – | Südafrika 326 (100.5) |
|                              |        | Südafrika gewinnt mit einem Innings und 80 Runs |   |                       |

Nach dem zweiten Test wurde auf Grund von Medienberichten vom Weltverband International Cricket Council eine Untersuchung gegenüber dem südafrikanischen Kapitän Faf du Plessis eingeleitet, da dieser während des Spieles eine unbekannte Substanz auf den Ball aufgetragen haben soll. Du Plessis wurde für schuldig befunden und mit einer Geldstrafe belegt, appellierte jedoch gegen das Urteil.

### Dritter Test in Adelaide
| 24. – 27. November Scorecard | Adelaide | Südafrika 259-9d (76) & 250 (85.2) | – | Australien 383 (121.1) & 127-3 (40.5) |
|                              |          | Australien gewinnt mit 7 Wickets   |   |                                       |